# Escut de Vidreres

Escut oficial de Vidreres

L'escut oficial de Vidreres té el següent blasonament:
Escut caironat: d'or, un castell de sable obert; la bordura de peces de sable. Per timbre una corona mural de vila.

## Història
Va ser aprovat el 26 d'octubre de 1992 i publicat al DOGC el 4 de novembre del mateix any amb el número 1665.
S'hi representa el castell de la vila, que pertanyia al vescomtat de Cabrera; la bordura de sable sobre camper d'or està agafada precisament de les armes dels Cabrera.